# Панкратов, Юрий Иванович (поэт)
Юрий Иванович Панкратов (12 сентября 1935, Семипалатинск, КазАССР — 2013) — русский советский поэт. Член Союза писателей СССР (1963).

## Биография
Детство провёл в Алма-Ате. Окончил алма-атинский строительный техникум, работал прорабом на стройках в Средней Азии. С 1955 года жил в Москве.
Печататься начал в 1953 году. В 1960 году окончил Литературный институт имени А. М. Горького. В 1968 году вступил в КПСС.
Автор сборников «Месяц» (1962), «Волнение» (1966), «Светлояр» (1967).
Стихи посвящены молодёжи, покоряющей необжитые земли, распахивающей целину, строящей новые города. Н. Н. Асеев писал, что Панкратов говорит «…про целину наших чувств, наших помыслов, взглядов. Целину ощущения действительности, ощущения точного, глубокого и плодотворного».
Выступал со статьями по вопросам современной поэзии: «О чувстве нового» (1959), «Гражданственность — моя держава» (1963), «Не в буре дешёвых оваций. О творчестве молодых поэтов» (1966) и как переводчик (Кочиев Т. Похожи горы на людей: Стихи. М., 1972; Чиботару А. Расстояние: Стихи. М., 1968.).

## Оценки творчества
Характеризуя стихи Юрия Панкратова, Л. Лавлинский приводил, как характерную для поэта строфу
Когда по небу ходят молнии,
Родятся женщины красивые,
И возникают песни вольные,
И умирают люди сильные.
По мнению критика эти «стихи звучат очень молодо — свежо и звонко. Есть в них ощущение буйной весёлой силы и обжигающей красоты бытия. Они, безусловно, оптимистичны, хотя и чуть-чуть с грустинкой. Да, сильные люди даже умирать умеют красиво — героически. В этом четверостишии, по сути, целая творческая программа…»
Пародию на стихотворение Панкратова
На лугу, где стынут вётлы,
где пасутся кобылицы,
обо мне ночные ведьмы
сочиняют небылицы.
написал Александр Иванов
           <…>
…Обижаться я не вправе,
но придётся потрудиться,
о своей чертовской славе
сочиняя небылицы.